# Людвік Бронарський
Людвік Ришард Маріан Бронарський (пол. Ludwik Ryszard Marian Bronarski; 13 квітня 1890, Львів — 9 листопада 1975, Фрібур) — польський музикознавець.

## Біографія
Народився у Львові, де отримав і початкову освіту. Закінчив віденський університет. З 1914 жив у Фрібурі (Швейцарія).
Головним полем дослідницької роботи Бронарського була творчість Фридеріка Шопена. Музиці Шопена присвячений його основоположна праця «Гармонія Шопена» (пол. Harmonika Chopina; Варшава, 1935, 480 стор.), в якому всебічно описано специфічний «шопенівський акорд»- поняття, введене Бронарським в статті 1930 року і стало предметом подальшого уваги ряду дослідників. Бронарському належать також монографія «Шопен і Італія» (фр. Chopin et l'Italie; Лозанна, 1946) і двотомна збірка «Етюди про Шопена» (фр. Études sur Chopin; 1944-1946), ряд статей. З 1937 а Бронарський спільно з Ігнацієм Падеревським та Юзефом Турчиньским працював над підготовкою Повного зібрання творів Шопена (пол. Fr. Chopin, Dzieła wszistkie). Це видання вийшло у Польщі в 1949-1961 роках у 21 томі; через смерть співавторів Бронарський завершував це видання сам. Кілька творів Шопена були опубліковані Бронарським вперше за паризькими архівними рукописами, зокрема це — Nokturn c-moll, Largo Es-dur та Cantabile B-dur.
Він був популяризатором польської культури в Швейцарії, співпрацював з редакцією женевського видавництва «Publications Encyclopediques sur la Pologne» (1919—1923), часописами «Музика», «Schweizerische Muzikzeitung», «La Revue Musicale» (Париж). Читав лекції про Шопена і Падеревського у Фрайбурзі, Берні Женеві та Невшатель.